# Byttneria minytricha
Byttneria minytricha là một loài thực vật có hoa thuộc họ Sterculiaceae.
Nó chỉ được tìm thấy ở Ecuador.
Môi trường sống tự nhiên của nó là các khu rừng vùng núi ẩm nhiệt đới hoặc cận nhiệt đới.